# Dracaena aethiopica
Dracaena aethiopica, synoniem Sansevieria aethiopica, is een succulente groenblijvende plant die oorspronkelijk voorkomt in Zuidelijk Afrika.

## Naamgeving
In 1857 werd de soort voor het eerst wetenschappelijk beschreven door de botanicus Carl Peter Thunberg in 1775 onder het synoniem Sansevieria aethiopica in zijn publicatie "Prodromus Plantarum Capensium, quas in Promontorio Bonae Spei Africes, annis 1772-1775, collegit Carol. Peter. Thunüberg. Upsaliae : 65 (1794)". Gelijkaardig aan andere "Sanseveria's" werd de plant lang ingedeeld in het genus Sansevieria. Recent volgde na een moleculair fylogennetisch DNA-onderzoek een herclassificatie en volgde indeling in het genus Dracaena.

## Herkomst en verspreiding
De soort komt oorspronkelijk voor in tropische gebieden in het zuiden van Afrika, in Botswana, Kenia, Zambia, Zimbabwe, Namibië en in Zuid-Afrika.

## Omschrijving
De plant heeft succulente rechtopstaande licht teruggebogen halfgevouwen bladeren die een lancetvorm hebben en uitlopen in een punt. De kleur is donkergroen met grijsgroene banden en bruinrood aan de basis. Het formaat van de tegenover elkaar geplaatste bladeren is 25-32 cm bij een halve centimeter. De bladeren zijn duidelijk geaderd.
De bloeiwijze is in de vorm van een tot 54 cm lange bloemstengel die vanuit de rozet ontspruit. Hierop vormen zich diverse clusters met een tussenruimte van 5 centimeter van 2 tot 3 bloemen. De groenachtig witte bloemen hebben een buisvormig uiterlijk en zijn 4 centimeter groot. De bloemen geuren in de avond en nacht. De vruchten zijn geelgroene bessen die een doorsnee van 0,5 tot 1,2 cm hebben.

## Teelt, verzorging en toepassing
De soort is goed bestand tegen droogte en gedijt op eenmaal bewatering per week gedurende het groeiseizoen en eenmaal per maand tijdens de wintermaanden. Zowel in het oorsprongsgebied als in warme klimaten waar de plant incidenteel als tuinplant en gematigde klimaten waar de plant incidenteel als kamerplant gehouden wordt is voldoende zonlicht essentieel. De gewenste grondsoort is vrij droog en goed doorlatend van structuur zodat rotting van de plant wordt voorkomen.
Vermeerdering is makkelijk via het delen van de wortelstokken te doen. Ook via stekken van bladdelen van ten minste vijf centimeter groot is dit mogelijk. Deze dienen opgepot te worden in een zanderige doorlatende stekgrond.
De plant wordt gebruikt als traditioneel medicijn in Zuid-Afrika. Bladeren en worteldelen worden toegepast als remedie tegen diarree, oorinfecties, aambeien en parasieten.

## Variëteiten en cultivars
De plant kent enkele natuurlijk ontstane variëteiten en cultivars die zich onderscheiden van het origineel door de tint van de bladeren of ook door een compactere groei. De cultivars zijn ontstaan als ontdekte natuurlijke variatie op een kwekerij.
- D. aethiopica 'DT 4844 Graf Reinet' - naam is de vindplaats in Zuid-Afrika, een dorp in het midden van het Camdeboo National Park. Duidelijk donkerder groene bladeren met nauwelijks markeringen.
- D. aethiopica 'Blue Aethiopica' - duidelijk afwijkende bladkleur met blauwe zweem en bredere bladeren.
- D. aethiopica 'Dwarf' - kleinblijvende vorm.
- D. aethiopica 'Ghazi' - mist duidelijke banden op het blad.